# Grillmaster Flash

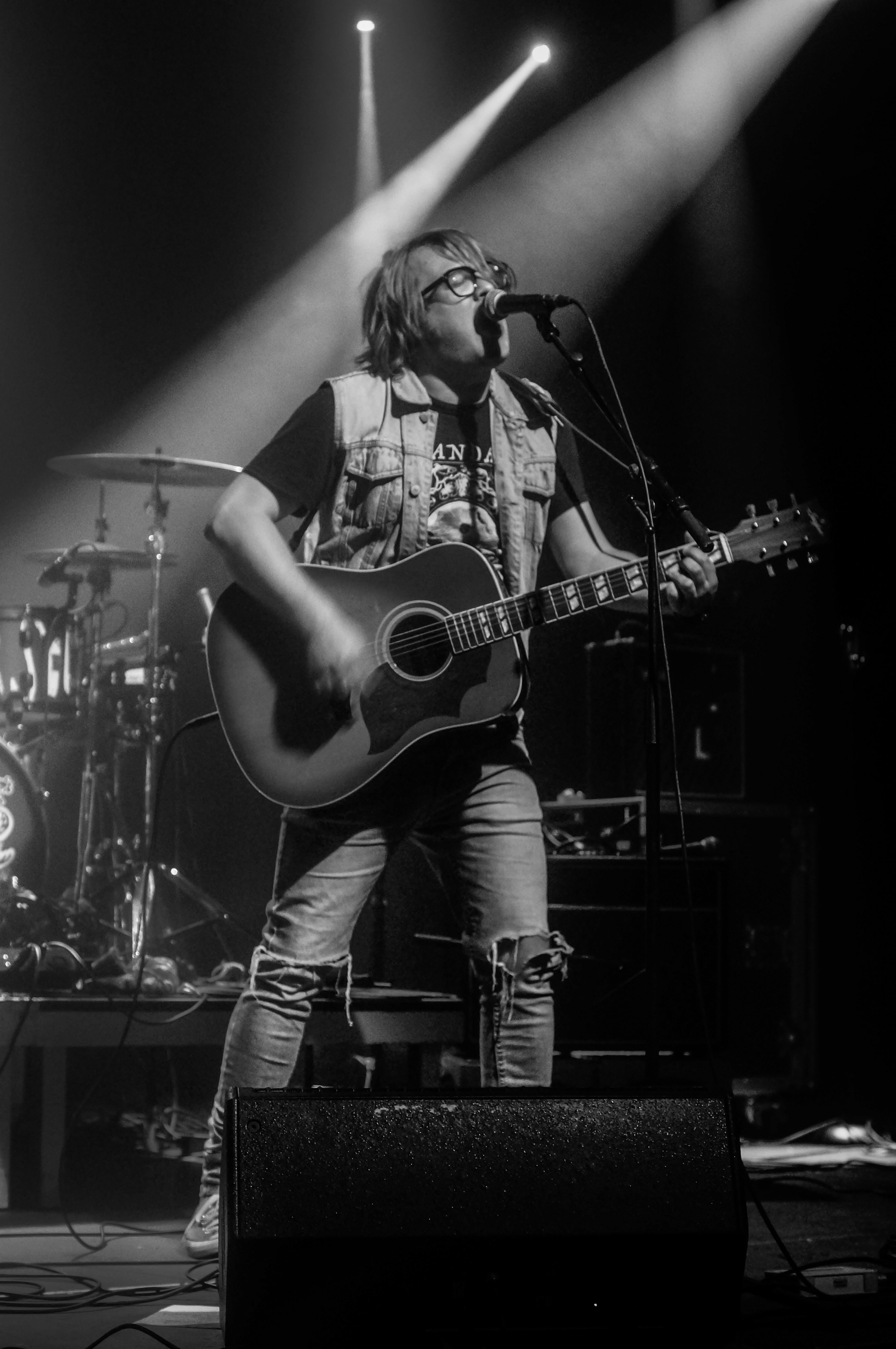

Grillmaster Flash (* 1983 in Bremen als Christian Wesemann) ist ein deutscher Rockmusiker.

## Leben
Geboren wurde Wesemann im Bremer Stadtteil Vegesack. Als „Grillmaster Flash“ trat er 2006 das erste Mal öffentlich in Erscheinung. Zuvor war er unter anderem Mitglied der Punkbands „Hobby und Teneriffa“,  „The Bitch Crackers“ und „2nd Solution“, veröffentlichte mit „Heavy Metal ist tot“ auch eine erste EP in Eigenregie. Mit der Band „Bademoden mit Spitze“ veröffentlichte er 2010 im Selbstvertrieb die EP „Weltraum“. Anschließend widmete er sich seiner Solo-Karriere und veröffentlichte 2015 sein erstes Solo-Album „Andere Leude my ass“ auf dem Label „Speck Flag“. 2018 folgte beim Label Grand Hotel van Cleef das zweite Album „Stadion“. Bei Konzerten wird er begleitet von seiner Band „The Jungs“. Er spielte unter anderem im Vorprogramm von Kettcar, Madsen, Abstürzende Brieftauben und Thees Uhlmann. Im Februar 2020 fand im Pier 2 das „größte Grillmaster-Flash-Konzert aller Zeiten“ statt, zu dem über 2.000 Zuschauer kamen. Dort traten als Support unter anderem Marcus Wiebusch, Rainer G. Ott und Sebastian Madsen auf.

## Sonstiges
Auf dem 2019 anlässlich des 120-jährigen Vereinsjubiläums von Werder Bremen veröffentlichten Album „Lauter Werder“ ist er mit dem Song „Als die Mädchen durch den Tisch traten“ vertreten.

## Veröffentlichungen
- 2015: Andere Leude my ass (Speck Flag)
- 2018: Stadion (Grand Hotel van Cleef)
- 2022: Komplett ready (Grand Hotel van Cleef)
- 2024: Flæsh Metal (Grand Hotel van Cleef)